# 米利耶區

36°45′N 6°16′E / 36.750°N 6.267°E
米利耶區（阿拉伯语：‎），是阿爾及利亞的行政區，位於該國東北部，由吉傑勒省負責管轄，首府設於米利耶，面積341平方公里，1998年人口86,762人，人口密度每平方公里250人。